# Julika Jenkins
Julika Jenkins (* 20. Oktober 1971 in Heidelberg) ist eine deutsche Schauspielerin.

## Leben
Jenkins wuchs als Tochter eines Walisers und einer Deutschen in Heidelberg auf. Sie absolvierte eine Schauspielausbildung an der Münchner Otto-Falckenberg-Schule. Ihr Theaterdebüt gab sie 1993 in einer Inszenierung von Mond im Gras von Robert Wilson an den Münchner Kammerspielen. Von 1994 bis 1999 gehörte Jenkins dem Ensemble am Theater am Neumarkt Zürich an. Dort gab sie auch in dem Stück Top Dogs im Jahre 1999 als Darstellerin der Rolle der Projektleiterin Julika Jenkins dem Theatercharakter Jenkins ihren Namen. Von 1999 bis 2003 spielte sie an der Schaubühne am Lehniner Platz in Berlin. Es folgten Gastspiele am Luzerner Theater, der Volksbühne Berlin, den Münchner Kammerspielen und dem Schauspielhaus Zürich, wo sie mit Regisseuren wie Stefan Pucher, Johan Simons und Barbara Frey arbeitete. In der Spielzeit 2008/2009 war sie am Berliner Maxim-Gorki-Theater in einer Bühnenadaption von Lilja 4-ever zu sehen. 2010 stand Julika Jenkins in einer Koproduktion mit den Ruhrfestspielen Recklinghausen am Deutschen Schauspielhaus in Hamburg in einer Inszenierung von Penthesilea auf der Bühne.
In Fredi M. Murers Film Vitus spielte sie 2005 an der Seite von Teo Gheorghiu und Bruno Ganz die Mutter des hochbegabten kleinen Jungen. Im prämierten portugiesischen Filmdrama Body Rice hatte sie 2006 eine der Hauptrollen an der Seite von Sylta Fee Wegmann, die hier ihr Kinodebüt gab, und André Hennicke. 2009 war Jenkins in Un homme et son chien, einem Remake des Vittorio-De-Sica-Klassikers Umberto D., neben Jean-Paul Belmondo abermals auf der Kinoleinwand zu sehen.

## Filmografie (Auswahl)
- 1994: Ab nach Tibet! – Regie: Herbert Achternbusch
- 1995: Heldensommer (Kurzfilm) – Regie: Sebastian Schipper
- 1997: Die verlorene Tochter (The Lost Daughter) (Fernsehfilm) – Regie: Roger Cardinal
- 2003: Tatort: Sag nichts (Fernsehreihe) – Regie: Lars Kraume
- 2004: SK Kölsch (Fernsehserie, Folge Quacksalber)
- 2005: Die Gerichtsmedizinerin (Fernsehserie, Folge Tod aus heiterem Himmel)
- 2006: Vitus – Regie: Fredi M. Murer
- 2006: Body Rice – Regie: Hugo Vieira da Silva
- 2007: KDD – Kriminaldauerdienst (Fernsehserie, 4 Folgen)
- 2008: Ein Mann und sein Hund (Un homme et son chien) – Regie: Francis Huster
- 2009, 2015: Notruf Hafenkante (Fernsehserie, verschiedene Rollen, 2 Folgen)
- 2010: Allein gegen die Zeit (Fernsehserie, 4 Folgen)
- 2010: Tatort: Schlafende Hunde – Regie: Florian Baxmeyer
- 2011: Tatort: Edel sei der Mensch und gesund – Regie: Florian Froschmayer
- 2011: SOKO Wismar (Fernsehserie, Folge Tod eines Richters)
- 2011: Tatort: Das erste Opfer – Regie: Nicolai Rohde
- 2012: Die Holzbaronin (Fernsehfilm) – Regie: Marcus O. Rosenmüller
- 2013–2015: Taunuskrimi (Fernsehreihe)
  - 2013: Schneewittchen muss sterben
  - 2013: Eine unbeliebte Frau
  - 2014: Mordsfreunde
  - 2015: Tiefe Wunden
  - 2015: Wer Wind sät
- 2014: Spreewaldkrimi: Die Tote im Weiher (Fernsehreihe) – Regie: Sherry Hormann
- 2014: Kommissarin Heller: Tod am Weiher (Fernsehreihe)
- 2014–2020: Letzte Spur Berlin (Fernsehserie, verschiedene Rollen, 3 Folgen)
- 2015: Der Nachtmahr – Regie: Akiz
- 2015: Der Kriminalist (Fernsehserie, Folge Der Hacker)
- 2015, 2018: SOKO Stuttgart (Fernsehserie, verschiedene Rollen, 2 Folgen)
- 2016: Kommissarin Heller: Hitzschlag
- 2016: Berlin Station (Fernsehserie, 6 Folgen)
- 2016: Tatort: Kartenhaus
- 2016: Tatort: Fünf Minuten Himmel
- 2017: LOMO – The Language of Many Others
- 2017: Ein Kind wird gesucht (Fernsehfilm)
- 2017–2020: Dark (Fernsehserie, 14 Folgen)
- 2018: Der Zürich-Krimi: Borchert und die Macht der Gewohnheit (Fernsehreihe)
- 2018: Wilsberg: Die Nadel im Müllhaufen (Fernsehreihe)
- 2019: Scheidung für Anfänger (Fernsehfilm)
- 2019: Und wer nimmt den Hund?
- 2019: Tatort: Die harte Kern
- 2020: Polizeiruf 110: Tod einer Journalistin (Fernsehreihe)
- 2020: Drinnen – Im Internet sind alle gleich (Fernsehserie, 6 Folgen)
- 2020: Kommissar Dupin: Bretonisches Vermächtnis (Fernsehreihe)
- 2020: Tatort: Die Ferien des Monsieur Murot
- 2020: Unter anderen Umständen: Über den Tod hinaus
- 2021: Sarah Kohr – Schutzbefohlen (Fernsehreihe)
- 2021: Breisgau – Bullenstall (Fernsehreihe)
- 2021: Ferdinand von Schirach – Glauben (Mini-Serie)
- 2021: Todesurteil – Nemez und Sneijder ermitteln
- 2022: Dr. Hoffmann – Die russische Spende (Fernsehfilm)
- 2022: Breisgau – Nehmen und Geben (Fernsehreihe)
- 2022: Mittagsstunde
- 2023: Liebes Kind (Mini-Serie)
- 2023: Polizeiruf 110: Cottbus Kopflos
- 2023: Baghead
- 2023: Der zweite Kurzschluss (Kurzfilm)
- 2024: Wolfsland (Fernsehserie, Folge Schwarzer Spiegel)
- 2024: Tatort: Lass sie gehen[2]
- 2024: Die geschützten Männer
- 2025: Nord bei Nordwest – Haare? Hartmann! (Fernsehserie)
- 2025: Friesland: Abdrift
- 2025: Dünentod – Tödliche Geheimnisse
- 2025: Der Masuren-Krimi – Mord in Galindien (Fernsehreihe)

## Hörbücher
- Emily Dickinson: Gedichte. englisch und deutsch. Kein & Aber, Zürich 2007. ISBN 978-3-0369-1191-5